# Wishram
Wishram az Amerikai Egyesült Államok északnyugati részén, Washington állam Klickitat megyéjében elhelyezkedő statisztikai település. A 2010. évi népszámlálási adatok alapján 342 lakosa van.
Wishram vasútállomás az Amtrak által üzemeltetett Empire Builder járat egy megállója.

## Történet
A térség 15 ezer éven át az őslakosok kereskedő- és halászhelye volt, halakat lándzsával fogtak az általuk épített stégekről. A helyi zuhatag a chinook és sahaptin nyelvet beszélő törzsek területének határán feküdt, így fontos kereskedőhely volt, ezt a tényt több expedíció is lejegyezte.
1912-ben a Spokane, Portland and Seattle Railway a települést Fallbridge-nek keresztelte.
Lewis és Clark expedíciója először 1805. október 22-én jegyezte fel a települést, majd amikor 1806. április 16-án visszatértek, a település 270 méterrel délre költözött (a helyváltoztatás a halállomány mozgásával összhangban történt). A helységet Washington Irving is feljegyezte az 1836-ban kiadott Astoria or, Anecdotes of an Enterprise Beyond the Rocky Mountainscímű könyvében.
Wishramet a 19. században többször is lejegyezték, Alexander Ross kereskedő szerint nyaranta háromezer indián is halászott itt, Pierre-Jean De Smet szerint pedig a település kedvelt találkozóhely volt. 1957-ben a The Dalles gát megépítése miatt a térség alacsonyabban fekvő részei víz alá kerültek. A telepesek emlékére 1926-ban egy bazaltból készült alkotást emeltek.
A Portland & Seattle Railway vasútvonalának építése 1906-ban kezdődött, a Vancouvertől induló pálya mentén épült meg a Columbia folyó alsó részének első vasúti hídja. Mivel az oregoni fakereskedelem kizárólag E. H. Harriman vasútvonalán keresztül zajlott, ezért a férfi megpróbálta megakadályozni James J. Hill projektjének elkészültét. A Portland & Seattle Railway végül Pascóig épült ki, ahol összekötötték a Northern Pacific Railwayjel. Az első, 180 km-es szakaszt 1907. december 15-én helyezték üzembe, 1908. január 15-én a pálya már Lyle-ig tartott.
Miután a Portland & Seattle Railway vonala már Bendig tartott, a két vasúti cég versengeni kezdett. 1909-ben Harriman elhunyt, ezután a szakaszt a Union Pacific Railroad leányvállalata, az Oregon–Washington Railway & Navigation üzemeltette. Fallbridge-ben később vasútállomást és fűtőházat is építettek.
A település 1926-ban vette fel a Wishram nevet, azonban egyes dokumentumok továbbra is Fallbridge-ként említették. Az 1931-es vasúti menetrendben a helység „Wishram (Fallbridge)” néven szerepelt.

## Éghajlat
| Hónap                         | Jan.  | Feb.  | Már.  | Ápr. | Máj. | Jún. | Júl. | Aug. | Szep. | Okt. | Nov.  | Dec.  | Év    |
| ----------------------------- | ----- | ----- | ----- | ---- | ---- | ---- | ---- | ---- | ----- | ---- | ----- | ----- | ----- |
| Rekord max. hőmérséklet (°C)  | 20,0  | 20,6  | 26,7  | 35,0 | 41,7 | 42,2 | 43,9 | 42,8 | 40,6  | 32,2 | 22,2  | 18,9  | 43,9  |
| Átlagos max. hőmérséklet (°C) | 5,6   | 8,9   | 13,9  | 17,8 | 22,8 | 26,1 | 31,1 | 30,6 | 26,7  | 18,9 | 10,0  | 4,4   | 18,1  |
| Átlagos min. hőmérséklet (°C) | −0,8  | 0,0   | 2,8   | 5,6  | 9,4  | 12,8 | 15,6 | 15,6 | 11,1  | 5,6  | 1,7   | −1,1  | 6,6   |
| Rekord min. hőmérséklet (°C)  | −28,3 | −31,7 | −13,9 | −5,0 | −2,2 | 2,8  | 4,4  | 5,6  | −1,7  | −9,4 | −18,3 | −22,8 | −31,7 |
| Átl. csapadékmennyiség (mm)   | 64    | 46    | 29    | 20   | 18   | 13   | 4    | 6    | 12    | 25   | 54    | 69    | 360   |
| Forrás: The Weather Channel   |       |       |       |      |      |      |      |      |       |      |       |       |       |

## Népesség
A település népességének változása:
| Lakosok száma | 213  | 342  | 366  |
|               | 2000 | 2010 | 2020 |

## Fordítás
Ez a szócikk részben vagy egészben  a   Wishram, Washington című angol Wikipédia-szócikk ezen változatának fordításán alapul.  Az eredeti cikk szerkesztőit annak laptörténete sorolja fel. Ez a jelzés csupán a megfogalmazás eredetét és a szerzői jogokat jelzi, nem szolgál a cikkben szereplő információk forrásmegjelöléseként.